# Львовская областная научная медицинская библиотека
Львовская областная научная медицинская библиотека (сокращенно — КЗ ЛОР «ЛОНМБ») — специализированная медицинская библиотека, расположенная в городе Львове. Основана в 1944 году. Фонды библиотеки предназначены для врачей, соискателей материала для диссертаций, пособий и для научных работников в области медицины и смежных специальностей, студентов ВУЗов, медицинских учебных заведений. В 2018 году прекратила деятельность и была присоединена к Львовскому медицинскому колледжу последипломного образования.

## История
В 1944 году было создано Львовское областное Управление здравоохранения (сегодня Департамент охраны здоровья). Оно разместилось в бывшем Докторском доме. В дополнение вместе с помещением Управления получило обедневший фонд медицинской библиотеки. В 1944 году образовалась ЛОНМБ. В фонд библиотеки были перенесены книги из библиотеки Университета, различных лекарственных и студенческих обществ, конфискованные книги из частных библиотек украинских, австрийских, немецких, польских врачей. В 1945 году фонд библиотеки вырос с 147 до 1350 экземпляров. Вскоре библиотека переехала на ул. Зелёную, 12 — в помещение НИИ эпидемиологии.
Библиотека по этому адресу находилась вплоть до 1954 года. Её фонд в то время насчитывал более 30 тыс. экземпляров. Того же года была проведена первая инвентаризация и введён учёт фонда.
В 1963 году фонд библиотеки перенесли в «вышитый» дом на ул. Русской, 20 (построен в 1905—1906 годах; до 1939 года здесь находилось страховое общество «Днестр») в помещение бывшего ипотечного банка, на третьем этаже. Туда же перенесли и редкие книги австрийского периода. Сейчас книжные фонды ОНМБ размещены на 4-х ярусах 2-го и 3-го этажей здания.
Фонд размещён на металлических банковских стеллажах, специально изготовленных в Вене по заказу страхового общества и бывшего банка «Днестр».

## Книжные фонды
В послевоенное время фонд библиотеки разрастался. Библиотека стала пополняться подаренными книгами, авторскими монографиями, книгами, которые присылали Киевская, Харьковская, Московские государственные медицинские библиотеки и библиотеки других городов Советского Союза. Впоследствии комплектование осуществлялось централизованно. И в 1951 году благодаря первым библиотекарям Опанасенко Е. М. (директор библиотеки), Горячих В. С., Кунько И. С. фонд библиотеки вырос в 9 раз. В 1990-х годах библиотеку оснастил компьютерами и иностранным дополнением к фонду швейцарский меценат, доктор теологии Роберт Готц.
За время руководства библиотекой Лозинской С. С. в библиотеке неоднократно проходили встречи с известными врачами, а сотрудники библиотеки участвовали в акциях Украинской библиотечной ассоциации.
Сегодня[когда?] в библиотеке насчитывается более 250 тысяч экземпляров книг, многотысячный журнальный фонд, фонд иностранной литературы, отдел депозитарной литературы, В хранилище хранятся журналы с 1930-х годов. Самая старая книга — «Общая экспериментальная химия» 1800 года, написанная на немецком языке.
Знакомство читателей с фондами библиотеки происходит благодаря алфавитному, систематическому и предметному каталогам[значимость факта?].

## Деятельность и структура
ЛОНМБ является отраслевой библиотекой в системе здравоохранения, обслуживает медицинские учреждения, практических и научных медицинских работников, фармацевтов, студентов V—VI курсов Львовского медицинского института, учащихся средних медицинских заведений, специалистов смежных отраслей, которые нуждаются в медицинской литературе, а именно биологи, биохимики, ветеринарные врачи и медсестры.
Львовская областная научная медицинская библиотека с 1960 года является методическим центром для 34 медицинских библиотек, лечебных учреждений Львова и области, а также библиотек медицинского университета, научно-исследовательских институтов, медицинских колледжей и училищ, которые объединены в сеть медицинских библиотек Львовской области. Общий фонд библиотечной сети насчитывает около 1 200 тысяч экземпляров.
Состоит из следующих отделов:
- Отдел научной медицинской информации
- Отдел библиографии
- Отдел комплектования и научной обработки литературы
- Методический сектор[8]